# Sean Bean
Sean Mark Bean, ursprungligen Shaun Mark Bean, född 17 april 1959 i Handsworth, Sheffield, South Yorkshire, är en brittisk skådespelare.

## Karriär
Sean Bean arbetade i sin fars svetsfirma innan han blev skådespelare med debut som Tybalt i en uppsättning av Romeo och Julia 1983. Han har ofta spelat skurk i internationella filmer som Goldeneye och Patrioter, medan han har varit mest känd som 1800-talssoldaten Richard Sharpe i Storbritannien.
Han är numera mest känd för sin roll som Boromir i filmatiseringen av Sagan om Ringen-trilogin och sin roll som Eddard Stark i Game of Thrones.
Många filmtittare och kritiker har noterat att Sean Beans rollfigurer inte sällan dör under brutala men oftast kreativa omständigheter.

## Filmografi

### Film
- 1986 – Caravaggio – Ranuccio
- 1991 – Clarissa – Mr. Lovelace
- 1992 – Patrioter – Sean Miller
- 1994 – Black Beauty – Bonden Grey
- 1995 – Goldeneye – Alec Trevelyan
- 1996 – When Saturday Comes – Jimmy Muir
- 1997 – Anna Karenina – Vronsky
- 1998 – Ronin – Spence
- 1998 – Airborne – Dave Toombs
- 1999 – Bravo Two Zero – Andy McNab
- 2000 – Essex Boys – Jason Locke
- 2001 – Don't Say a Word – Patrick Koster
- 2001 – Sagan om ringen – Boromir
- 2002 – Tom & Thomas – Paul Sheppard
- 2002 – Sagan om de två tornen – Boromir (endast i Extended edition)
- 2002 – Cubic – Partridge
- 2003 – The Big Empty – Cowboy
- 2003 – Sagan om konungens återkomst – Boromir
- 2004 – National Treasure – Ian Howe
- 2004 – Pride (röst)
- 2004 – Troja – Odysseus
- 2005 – The Dark – James
- 2005 – Flightplan – Kapten Rich
- 2005 – North Country – Kyle
- 2005 – The Island – Merrick
- 2006 – Silent Hill – Christopher Da Silva
- 2006 – Sharpe's Challenge – Lt Col (ret'd) Richard Sharpe
- 2007 – The Hitcher – John Ryder
- 2007 – Outlaw – Danny Bryant
- 2007 – Far North – Loki
- 2010 – Black Death – Ulrich
- 2010 – Percy Jackson och kampen om åskviggen – Zeus
- 2010 – Ca$h (Cash) – Pyke Kubic & Reese Kubic
- 2011 – Death Race 2 – Markus Kane
- 2011 – Age of Heroes – Jones
- 2012 – Soldiers of Fortune – Roman St John
- 2012 – Cleanskin – Ewan
- 2012 – Spegel, Spegel – Kungen
- 2012 – Silent Hill Revelation 3D – Harry Mason
- 2014 – Wicked Blood – Frank Stinson
- 2014 – Any Day – Vian
- 2014 – Jupiter Ascending – Stinger
- 2015 – Pixels – General
- 2015 – The Martian – Mitch Henderson
- 2016 – Kingsglaive: Final Fantasy XV - Regis Lucis Caelum
- 2020 – Wolfwalkers - voice of Bill Goodfellowe
- 2025 – Deep Cover
- 2025 – Anemone

### TV
- 1988 – Sagor för stora barn (TV-serie)
- 1994 – Scarlett (TV-serie)
- 2003 – Henry VIII (TV-serie)
- 2008 – Sharpe's Peril – Lt Col (ret'd) Richard Sharpe (TV-program)
- 2008 – Crusoe – James Crusoe (TV-program)
- 2009 – Red Riding – John Dawson (TV-program)
- 2011 – Game of Thrones (TV-serie) – Eddard Stark
- 2012 – Missing (TV-serie) – Paul Winstone
- 2014 – Legends (TV-serie) – Martin Odum
- 2015 - 2017 – The Frankenstein Cronicles (TV-serie) – John Marlott
- 2019 – World On Fire – Douglas Bennett
- 2025 – Maffiablod (TV-serie)

### TV-spel
| År   | Titel                                        | Röst roll                    | Anteckningar                           |
| ---- | -------------------------------------------- | ---------------------------- | -------------------------------------- |
| 1997 | Goldeneye 007                                | Alec Trevelyan               | Likhet                                 |
| 2002 | The Lord of the Rings: The Two Towers        | Boromir/Röst                 |                                        |
| 2006 | The Elder Scrolls IV: Oblivion               | Emperor Martin Septim / Röst |                                        |
| 2012 | Lego The Lord of the Rings                   | Boromir                      |                                        |
| 2013 | Papa Sangre II                               | Berättare / guide            |                                        |
| 2013 | Train Simulator 2014                         | Berättare för trailers       |                                        |
| 2014 | Train Simulator 2015                         | Berättare för trailers       |                                        |
| 2015 | Kholat                                       | Berättare                    |                                        |
| 2015 | Life Is Feudal                               | Berättare                    |                                        |
| 2016 | Sid Meier's Civilization VI                  | Berättare                    |                                        |
| 2018 | Sid Meier's Civilization VI: Rise and Fall   | Berättare                    |                                        |
| 2018 | Hitman 2                                     | Mark Faba                    | Likhet; faba betyder bean påLatin word |
| 2019 | Sid Meier's Civilization VI: Gathering Storm | Berättare                    |                                        |
| 2019 | A Plague Tale: Innocence                     | Berättare                    |                                        |
| 2021 | Hitman 3                                     | Mark Faba                    | Likhet; faba betyder bean påLatin word |